# Verbascum balikesirense
Verbascum balikesirense är en flenörtsväxtart som beskrevs av Hub.-mor.. Verbascum balikesirense ingår i släktet kungsljus, och familjen flenörtsväxter. Inga underarter finns listade i Catalogue of Life.